# 鮫浦湾
座標: 北緯38度22分39秒 東経141度30分38秒 / 北緯38.37750度 東経141.51056度
鮫浦湾（鮫ノ浦湾、さめのうらわん）は宮城県東部にある湾。牡鹿半島東岸にあり、東側に開け太平洋に面している。

## 概要
宮城県石巻市（旧牡鹿郡牡鹿町）高山三角点から40度に引いた線から陸側の海域。湾口幅2km、面積8.6km2である。
湾内への大きな流入河川は無く、沿岸は山地となっている。小河川によって形成された小規模な平野部に集落が形成されており、寄磯浜、鮫浦、大谷川浜、谷川浜などがある。湾内では養殖漁業が盛んで、ワカメ、ホヤ、カキ、ホタテなどが養殖されている。特にホヤの生産は盛んで、種苗産地ともなっている。
宮城県の水産技術総合センター養殖生産部種苗生産担当（栽培漁業センターを2008年改編）も同所にあり、養殖漁業の技術開発を行なっている。